# Нымм, Калев Михкелевич
Ка́лев Ми́хкелевич Нымм (эст. Kalev Nõmm; 12 октября 1921, Подгорное (Аллмяэ), Ставропольская губерния — 12 апреля 1994, Таллин) — эстонский советский партийно-государственный деятель, первый секретарь Пыльваского райкома Компартии Эстонии. Герой Социалистического Труда (1971).

## Биография
Родился 12 октября 1921 года в селе Аллмяэ (Подгорное) Александровского уезда Ставропольской губернии (ныне Андроповского района Ставропольского края). Село было основано эстонцами, переселившимися из Эстляндской губернии вскоре после Крестьянской реформы 1861 года.
В конце 1950-х годов работал первым секретарём Марьямаского райкома Коммунистической партии Эстонии, в 1963—1978 годах — первым секретарём Пыльваского райкома.
8 апреля 1971 года Указом Президиума Верховного Совета СССР «за выдающиеся успехи, достигнутые в развитии сельскохозяйственного производства и выполнении пятилетнего плана продажи государству продуктов земледелия и животноводства», Нымму Калеву Михкелевичу присвоено звание Героя Социалистического Труда с вручением ордена Ленина и золотой медали «Серп и Молот».
Избирался депутатом Верховного Совета Эстонской ССР VIII созыва.
Умер в Таллине 12 апреля 1994 года.

## Награды и звания
- медаль «Серп и Молот»[4] (08.04.1971)
- орден Ленина (08.04.1971)
- два ордена Трудового Красного Знамени (01.10.1965; 12.12.1973)
- два ордена «Знак Почёта» (01.03.1958; 27.12.1976)
- медали СССР
- премия Советской Эстонии (в составе авторского коллектива) (1977)